# لیندزی فلتون
لیندزی فلتون (انگلیسی: Lindsay Felton؛ زادهٔ ۴ دسامبر ۱۹۸۴) یک هنرپیشه اهل ایالات متحده آمریکا است. وی از سال ۱۹۹۴ میلادی تاکنون مشغول فعالیت بوده‌است.